# 罗干
罗幹（1935年7月18日—），山东济南人，中国共产党和中华人民共和国政治人物，原正国级领导人。前民主德国（东德）弗莱贝格矿山工业大学毕业，高级工程师。1960年6月加入中国共产党；是中共第十二届候补中央委员，十三、十四、十五、十六届中央委员，第十五届中共中央政治局委员、中共中央书记处书记，第十六届中共中央政治局常委。曾在两届李鹏政府任期内担任国务院秘书长。历任劳动部部长，国务委员，中共中央政法委书记等职。

## 生平

### 早年经历
1953年，罗干考入北京钢铁工业学院压力加工系学习；一年后，被选派到前民主德国莱比锡卡尔·马克思大学学习德语；后进入莱比锡钢铁厂和金属铸造厂实习；一年实习结束，1956年即进入弗莱贝格工业大学机械铸造专业学习。1960年，罗干在留学期间加入中国共产党。1962年在学成归国之前，罗干因成绩优异，获得民主德国弗莱贝格工业大学的“阿克瑞奖章”。
八年留学经历后，罗干回国；被分配到第一机械工业部下属的机械科学研究院，担任课题组组长、技术员；期间曾多次作出过尖端科研成果，并曾当选中国机械工程学会铸造学会第二届理事长。“文化大革命”期间，罗干受到冲击，被下放到一机部“五七”干校劳动。1970年恢复工作后，被调至河南，先是担任一机部设在漯河的机械研究院筹备室主任，后调任一机部郑州机械研究所副所长。

### 弃学从政
1978年10月，曾在1960年代担任过一机部部长的段君毅出任中共河南省委第一书记、兼省革命委员会主任。段君毅对自己当年的老部下大力提拔。于是，1980年罗干出任了河南省科技委员会主任、兼省进出口委员会副主任；一年后，升任河南省副省长，时年46岁。
1983年，罗干进入中央工作；出任中华全国总工会副主席、书记处书记、党组副书记，主持全国总工会的具体工作。1988年3月，罗干被任命为劳动部部长；同年12月，因为陈俊生病重无法理事，罗干又接替了国务院秘书长的职务。1993年3月，57岁的罗干在八届全国人大一次会议上当选国务委员，成为党和国家领导人，并继续兼任国务院秘书长；同时还担任了中共中央政法委副书记。

### 掌管政法
1997年9月19日，62岁的罗干在中共十五届一中全会上当选中共中央政治局委员和中央书记处书记；并于1998年3月在九届全国人大一次会议上连任国务委员；同时，还接替任建新升任中共中央政法委员会书记。
西方学者伊森·葛特曼在其出版《屠殺》一書谈到过这样的观点，时任国务委员罗干可能为了谋求个人晋升，1996年就开始从调查和准备“镇压”新兴宗教法轮功入手，但一直找不到任何证据来发动镇压，何祚庥据称是罗干的亲属，两人可能策划1999年“镇压”之前的一系列相关事件刺激法轮功学员，指引法轮功学员到北京，并指挥警察带领法轮功学员到中南海上訪，从而震动整个领导阶层，为发动“镇压”制造口实。1999年6月10日，罗干被任命为中央610办公室副组长，何祚庥则担任中央610办公室学术顾问。2000年，罗干出任中央新疆工作协调小组组长和中央西藏工作协调小组组长，分管新疆和西藏事务。
2002年11月15日，67岁的罗干在中共十六届一中全会上当选中共中央政治局常委（排名第九），成为正国级领导人，罗干也成为十六届中央政治局常委中最年长的成员。身兼中央政法委书记的罗干，负责领导中国的各级法院、检察院、公安、司法、国安等部门工作。
2007年10月22日，72岁的罗干在中共十七届一中全会后卸任中共中央政治局常委和中央政法委书记的职务退休，由时任公安部部长周永康接任。

### 退休后
2009年10月1日，罗干出席了中华人民共和国成立60周年庆典。
2009年12月17日，阿根廷联邦法院刑事及惩治庭第九法庭法官認定江泽民、罗干“鎮壓”法轮功的行為犯下了“危害人类罪”，並下令逮捕江泽民、罗干。
2012年11月，罗干出席了中国共产党第十八次全国代表大会。
2015年9月3日，罗干出席了纪念中国人民抗日战争暨世界反法西斯战争胜利70周年大会。

## 著作
- 《罗干谈政法综治工作》2015-03中国长安出版社

讲话和报告
- 《在全国社会治安综合治理工作会议上的讲话》（2001年8月28日）
- 《在第22届世界法律大会开幕式上致辞》（2005年9月5日）
- 《在中国法学会全国会员代表大会上致祝词》（ 2003年11月5日）
- 《国际反贪局联合会第一次年会暨会员代表大会闭幕式讲话》2006年10月25日
- 《努力建设社会主义法治国家》（2007年9月14日）